# HD 191089
HD 191089는 쌍둥이자리에 있는 O형 주계열성이다. 외계 행성이 있다. 별 주변에 원반이 있다. 외계 행성이 있다.